# Paradiña (Sarreaus)
Paradiña (llamada oficialmente Santa María Madanela de Paradiña) es una parroquia y un lugar del municipio español de Sarreaus, en la provincia de Orense, Galicia.

## Toponimia
La parroquia también es conocida por los nombres de Santa María Madalena de Paradiña y Santa María Magdalena de Paradiña.

## Historia
Hacia mediados del siglo XIX, la parroquia, ya por entonces perteneciente a Sarreaus, tenía contabilizada una población de doscientos habitantes. Aparece descrita en el duodécimo volumen del Diccionario geográfico-estadístico-histórico de España y sus posesiones de Ultramar de Pascual Madoz con las siguientes palabras:

PARADIÑA (Sta. Maria Magdalena): felig. en la prov. de Orense (5 leg.), part. jud. de Ginzo de Limia (1 1/2), ayunt. de Sarreaus (3/4). sit. en la parte oriental de la Vega de Antela ó de la Limia, con libre ventilacion: clima benigno y algo propenso á tercianas. Tiene 40 casas en el l. de su nombre y en el de Villarino-frio. La igl. parr. (Santa Maria Magdalena) es aneja de la de Sta. Maria de Codosedo, con la cual confina. Tambien hay en el l. de Villarino una ermita dedicada á San Estéban proto-mártir. El terreno es bastante fértil: nace en esta parr. un arroyo que se dirije de E. á S. prod.: centeno, maiz, patatas, trigo, castañas, lino, nabos y hortaliza; se cria ganado vacuno, caballar y lanar, y caza de perdices, liebres y conejos. pobl.: 40 vec, 200 alm. contr.: con su ayunt. (V.).
(Madoz, 1849, p. 686)

## Organización territorial
La parroquia está formada por dos entidades de población:
- Paradiña
- Vilariño Frío

## Demografía

### Parroquia
| Gráfica de evolución demográfica de Paradiña (parroquia) entre 2000 y 2023 |
|                                                                            |
| Datos según el nomenclátor publicado por el INE.                           |

### Lugar
| Gráfica de evolución demográfica de Paradiña (lugar) entre 2000 y 2023 |
|                                                                        |
| Datos según el nomenclátor publicado por el INE.                       |